# بازی آشامیدنی

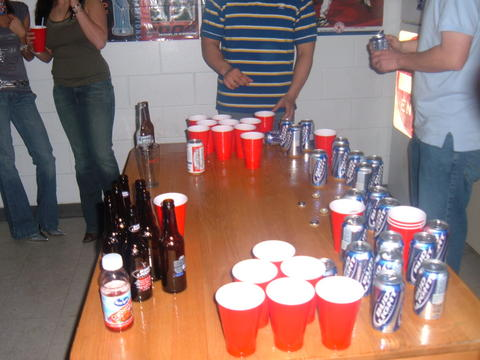
آبجوپنگ یکی از بازی‌های آشامیدنی است که در آن بازیگران تلاش می‌کنند توپ‌های پینگ‌پنگ را از روی میز به گونه‌ای پرتاب کنند که در یکی از لیوان‌های آبجو در آن سوی میز فرود آید

بازی‌های آشامیدنی یا بازی‌های نوشیدنی بازی‌هایی هستند که با نوشیدن مشروبات الکلی یا در حین تفریحات شراب خواری و مستی سر و کار دارند. گواهی‌هایی در دست است که تاریخ بازی‌های آشامیدنی به اروپای دوران قدیم بازمی‌گردد.
این بازی هارا می‌توان با گروه‌های کوچک دو یا سه نفره یا اکیپ‌های بزرگ دوستانه انجام داد. انواع این بازی‌ها عبارتند از رومیزی، کارتی یا حرکتی. بازی‌های آشامیدنی در برخی از نهادها از آن میان دانشگاه‌ها و کالج‌ها بازداشته و ممنوع شده‌است.